# Риган, Винсент
Ви́нсент Ри́ган (англ. Vincent Regan) — британский актёр телевидения и кино. Снялся в таких фильмах как «Троя», «300 спартанцев» и «Жанна Д’Арк». Исполнял второстепенные роли в таких популярных фильмах как «Дэнни цепной пес», «Битва титанов». Также снимался в сериалах «Камелот», «Любовницы» и «Империя».

## Биография
Винсент Риган родился 16 мая 1965 года в Суонси, втором по величине городе Уэльса, Великобритания. Родители актёра по происхождению ирландцы, переехавшие в Уэльс до рождения сына. Винсент — младший из трех сыновей в семье. В детстве вместе с родителями и старшими братьями он какое-то время жил в Ирландии, затем семейство Риганов переехало в графство Саффолк, Англия. Винсент учился в Колледже Святого Джорджа в Ипсвиче, а в возрасте 18 лет он отправился в Лондон. В столице Риган некоторое время работал на стройке, не имея особых навыков в других сферах.
Спустя два года после переезда в Лондон Винсент поступил в драматическую школу Academy of Live and Recorded Arts (ALRA). После окончания обучения он работал в провинциальных театрах, участвуя преимущественно в классических постановках. Первый успех ему принесла роль Малькольма в шекспировской пьесе «Макбет» в постановке театра Сент-Джейс — молодого актёра заметили и он получил приглашение в Королевский Шекспировский Театр (Royal Shakespeare Theatre).
Главных ролей Риган не получал, но важных персонажей второго плана ему доверяли часто. Среди его работ в Королевском Шекспировском Театре — Дон Хуан в комедии «Много шума из ничего» и Тибальт в «Ромео и Джульетте». Винсет Риган также принимал участие в таких постановках «Король Лир», «Ричард II», «Два шекспировских актера», «Доктор Фауст», «Сид», «Пер Гюнт», «Комедианты». Кроме того, он играл Ахиллеса в постановке трагедии Шекспира «Троил и Крессида» в рамках Международного Фестиваля в Эдинбурге.
В конце 80-х Винсент Риган начал сниматься на телевидении. Его первыми работами стали не слишком успешные сериалы, а дебютное появление на большом экране состоялось в 1994 году. Тогда Риган исполнил небольшую роль в приключенческой мелодраме «Черный красавец», а его партнерами по съемочной площадке стали Шон Бин, Дэвид Тьюлис и Джим Картер.
Также в 90-х Винсент снимался у в таких фильмах как «Обыкновенный преступник», «Братва», а также в исторической драме прославленного режиссёра Люка Бесона «Жанна д’Арк». В основном Ригану по-прежнему доставались незначительные роли.
Одной из первых серьёзных работ актёра стали съемки в боевике «Безликий» с Кристофером Ламбертом в главной роли. Винсент сыграл палестинского террориста Амара Камила, основного оппонента героя Ламберта.
В 2004 году Ригану досталась роль Евдора, одного из командующих отрядом Ахиллеса, в исторической драме Вольфганга Петерсена «Троя». Следом за этой картиной последовали и другие «костюмные» работы Винсента Ригана. В мини-сериале «Империя» актёр сыграл римского императора Марка Антония, а спустя ещё один год появился в образе одного из командующих армией в боевике «300 спартанцев».
Одной из последних на сегодняшний день работ Винсента в большом кино является приключенческий боевик «Битва титанов», а в 2011-м он снялся в сериале «Камелот», в 2012-м сыграл одну из главных ролей в фильме «Напролом».
В 2001 году женился на актрисе из Швеции Амелии Кёртис. У пары две дочери: Хлое и Эсме.

## Фильмография
- Чисто английское убийство (1984)
- Бун (сериал) (1986)
- Ruth Rendell Mysteries (сериал) (1987)
- London’s Burning (сериал) (1988—2002)
- Детектив Джек Фрост (сериал) (1992 — …)
- Peak Practice (сериал) (1993—2002)
- Видео дневник Пола Кафа (ТВ) (1993)
- Чёрный красавец (1994) — торговец лошадьми
- 99-1 (сериал) (1994 — …)
- Братва (1996) — Тони
- Fork in the Road (1996)
- Испытание и возмездие (сериал) (1997 — …)
- Invasion: Earth (сериал) (1998)
- Би Манки (1998)
- Пророк Иеремия: Обличитель царей (ТВ) (1998);
- Жанна Д’Арк (1999) — Бак
- Обыкновенный преступник (2000) — Шей Кирби
- Безликий (2001) — Амар Камиль
- Murphy’s Law (ТВ) (2001)
- Чёрный рыцарь (2001) — Персиваль
- Призраки (сериал) (2002 — …)
- Messiah 2: Vengeance Is Mine (сериал) (2002)
- Убить Гитлера (ТВ) (2003)
- The Planman (ТВ) (2003)
- 40 (сериал) (2003)
- Отдел по расследованию убийств (сериал) (2003—2005)
- Виртуозы (сериал) (2004 — …)
- Троя (2004) — Евдор
- Денни цепной пёс (2005) — Раффлс;
- Империя (сериал) (2005);
- Шекспир на новый лад (мини-сериал) (2005)
- Неприрученные (сериал) (2006 — …)
- Низкое зимнее солнце (ТВ) (2006)
- 300 спартанцев (2007) — капитан Артемий
- Улица (сериал) (2006 — …)
- Мисс Марпл: Отель «Бертрам» (ТВ) (2007)
- Льюис (сериал) (2007 — …)
- Кровавая графиня — Батори (2008) — Ференц Надашди
- Любовницы (сериал) (2008—2009)
- Валландер (сериал) (2008)
- Шпионы (2009)
- Заключенный (мини-сериал) (2009)
- Ева (2010)
- Битва титанов (2010) — царь Кефей
- Большое я (2010)
- Связанные кровью (2010)
- Copelia (2010)
- Рождество (мини-сериал) (2010)
- Владение (2011)
- Камелот (сериал) (2011)
- The Devil’s Dosh (2011)
- Scott & Bailey (сериал) (2011 — …)
- St George’s Day (2011)
- Ответный удар (сериал) 2012
- Напролом (2012) — Алекс
- Белоснежка и охотник (2012) — герцог Хаммонд
- Призрачный гонщик 2 (2012) — Тома Никашевич
- Распутье (телесериал) (2012) — Джон
- Атлантида (телесериал 2 сезон) 2013 — воин Дион
- Наша эра. Продолжение Библии[англ.] (2015) — Понтий Пилат
- Outside Bet (2012)
- Аквамен и потерянное королевство (2023) — Атлан
- Большой куш / One piece (2023)
- Дом дракона (сериал, 2024) — Рикард Торне

## Награды и номинации
| Год  | Награда    | Категория                                      | Работа       | Результат |
| ---- | ---------- | ---------------------------------------------- | ------------ | --------- |
| 2000 | IFTA Award | «Лучшее лидирующее выступление на телевидении» | Улица Эврика | Номинация |